# Костур (област Хасково)
Вижте пояснителната страница за други значения на Костур.
Костур е село в Южна България, област Хасково, община Свиленград.

## География
Село Костур е разположено в планината Сакар.

## История
До 1878 г. селото е населено от турци. До 1934 г. името му е Костю кьой (турски: Къртица).

## Други
Морският нос Костур на остров Брабант, архипелаг Палмър, Антарктика е наименуван в чест на село Костур.
Към 2005 г. в Костур живее англичанин, пастор със собствена къща в селото.

### Кухня
- зелник, местен специалитет, фасул със зеле, ярма и други